# Импрессо

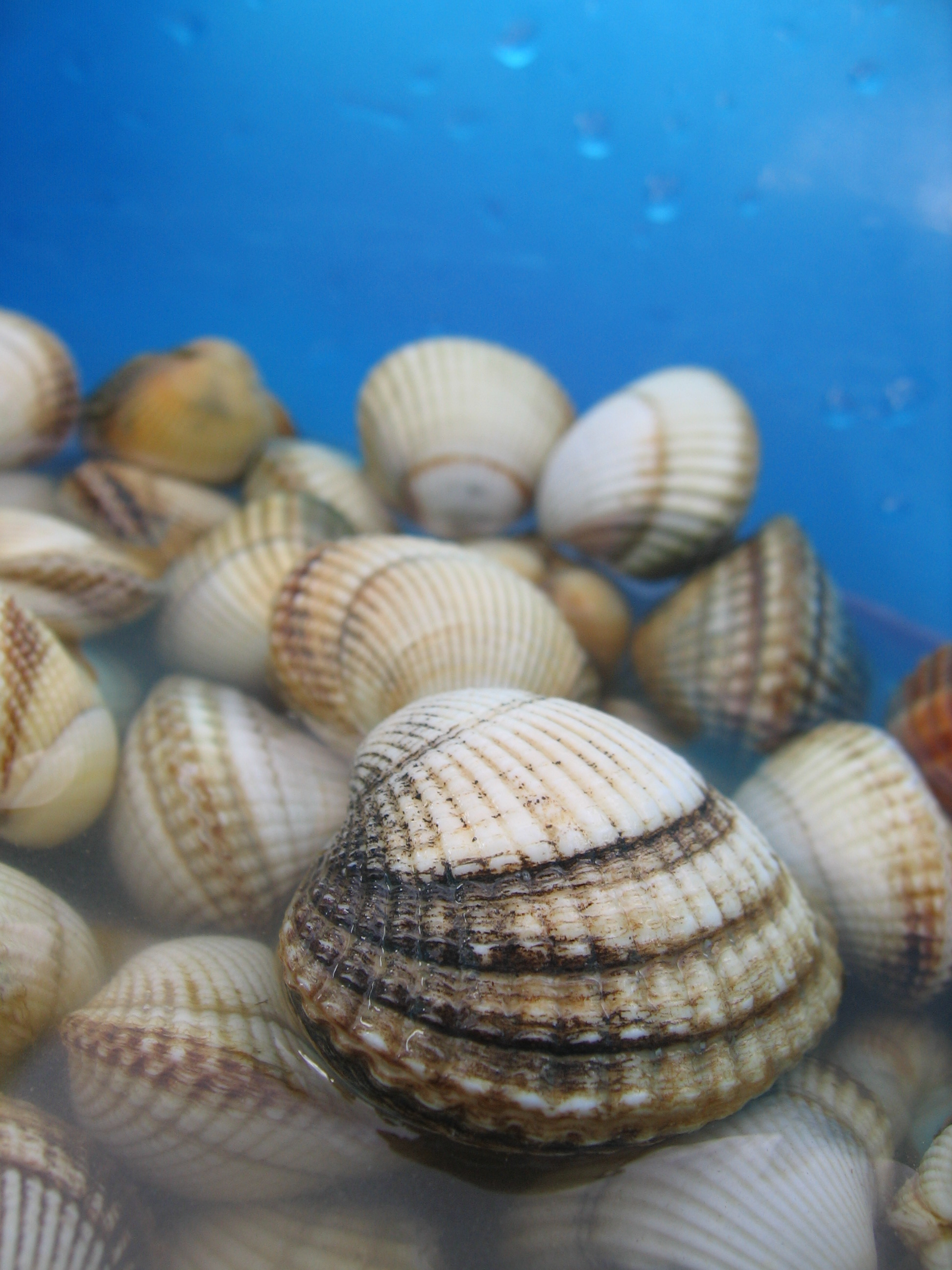
Моллюск съедобная сердцевидка, отпечатки которого характерны для керамики культуры импрессо

Культура импрессо, или Культура кардиальной/кардиумной керамики — декоративный стиль эпохи неолита, существовавший в период VI—V тыс. до н.э. Название происходит от обычая отпечатывать на керамике раковины моллюска съедобной сердцевидки (Cerastoderma edule), известного как Cardium edule. Некоторые археологи используют альтернативное название — «тиснёная (кардиальная) керамика» (англ. Printed-Cardium Pottery, Impressed Ware), поскольку среди отпечатков встречается не только Cardium.
Кардиальная керамика имела существенно более широкое распространение, чем культура кардиальной керамики.
По мере развития культуры она начала практиковать новые виды отпечатков, однако сохранялся общий стиль керамики — необработанная, неокрашенная, единственным украшением служили отпечатки раковин.
Культура была распространена от побережья Адриатического моря до атлантического побережья Португалии и Марокко.

## Происхождение

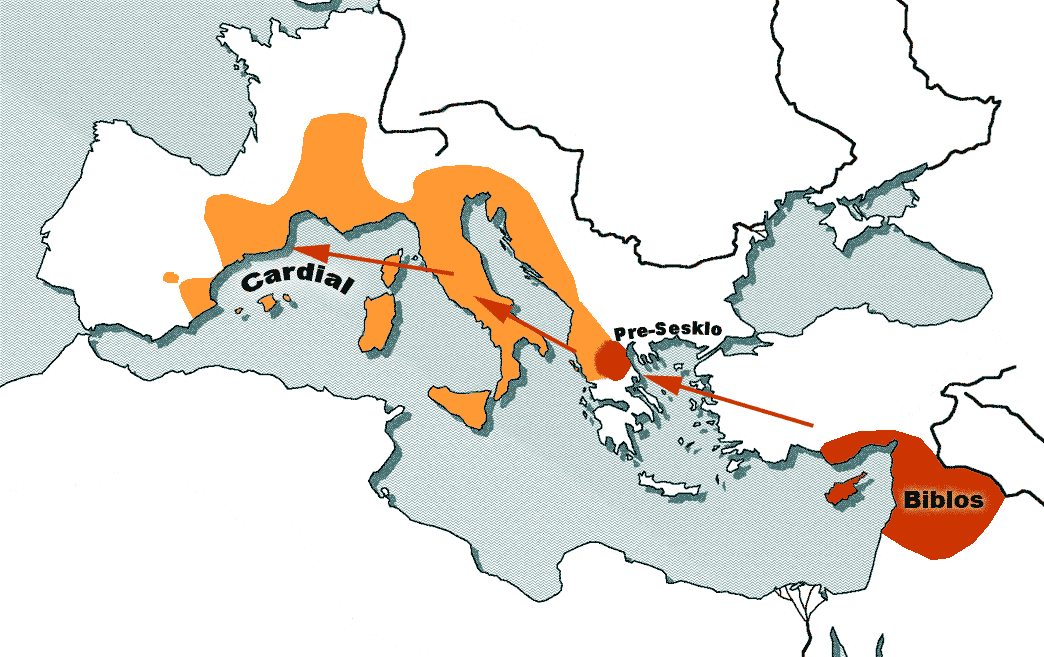
Устаревшая гипотеза о распространении кардиальной керамики с Ближнего Востока в Европу (в Библосе обнаружены наиболее ранние образцы штампованной керамики). Согласно другой гипотезе, находки в Сескло относились к крайней восточной границе распространения импрессо.

В настоящее время происхождение культуры импрессо является предметом дискуссий. Древнейшие образцы керамики с оттиском раковин кардиума найдены в Библосе (Ливан) и датируются IX тыс. до н. э. Между этими памятниками и кардиальной керамикой на западе Греции (пре-Сескло в Фессалии) — хронологический разрыв в 2,5 тыс. лет.
Первые известные памятники собственно культуры импрессо найдены на восточном побережье Адриатики и относятся к первым векам 6 тыс. до н. э. Представители этой культуры проживали тогда в пещерах и из всех технологий неолита были знакомы лишь с керамикой. Это характерно для людей субнеолита: охотники-собиратели контактировали с сельскохозяйственными культурами, но не отказывались от своего образа жизни.
Далее кардиальная керамика распространяется вдоль побережья Италии, причём на западном и восточном побережье существовали её различные варианты.
Украинский археолог Д. Л. Гаскевич полагает, что хронологический разрыв между керамикой Библоса и более поздними памятниками Адриатики можно объяснить тем, что области миграции кардиалов в VIII—VII тыс. до н. э. были затоплены повышением уровня моря (см. теория черноморского потопа). Он рассматривает как одно из ответвлений кардиальной керамики самчинскую керамику VII—VI тыс. до н. э., найденную в северном Причерноморье и далее вглубь побережья.

## Основные группы
- Импресса (импрессо) — (начиная с 6200—6000) большая часть Италии, Адриатика, Сицилия
- Классическая кардиальная керамика — (начиная с 5900—5400) крайний северо-запад Италии (Лигурия), Сардиния, Корсика, большая часть побережья Испании/Португалии, Марокко, Аквитания
- Эпикардиальная керамика — (начиная с 5200) внутренняя часть Испании (в том числе северное побережье), юг Франции (кроме Аквитании и прибрежных территорий)
- Традиция Ла-Огетт — группа на северной периферии эпикардиальной керамики в центральной Франции, испытавшая сильное влияние западной культуры линейно-ленточной керамики.

Считается, что импрессо связано с распространением нового типа населения, вытеснившего аборигенов, тогда как прочие группы связаны с аккультурацией мезолитических аборигенов и усвоением ими новых культурных традиций.

## Характеристика

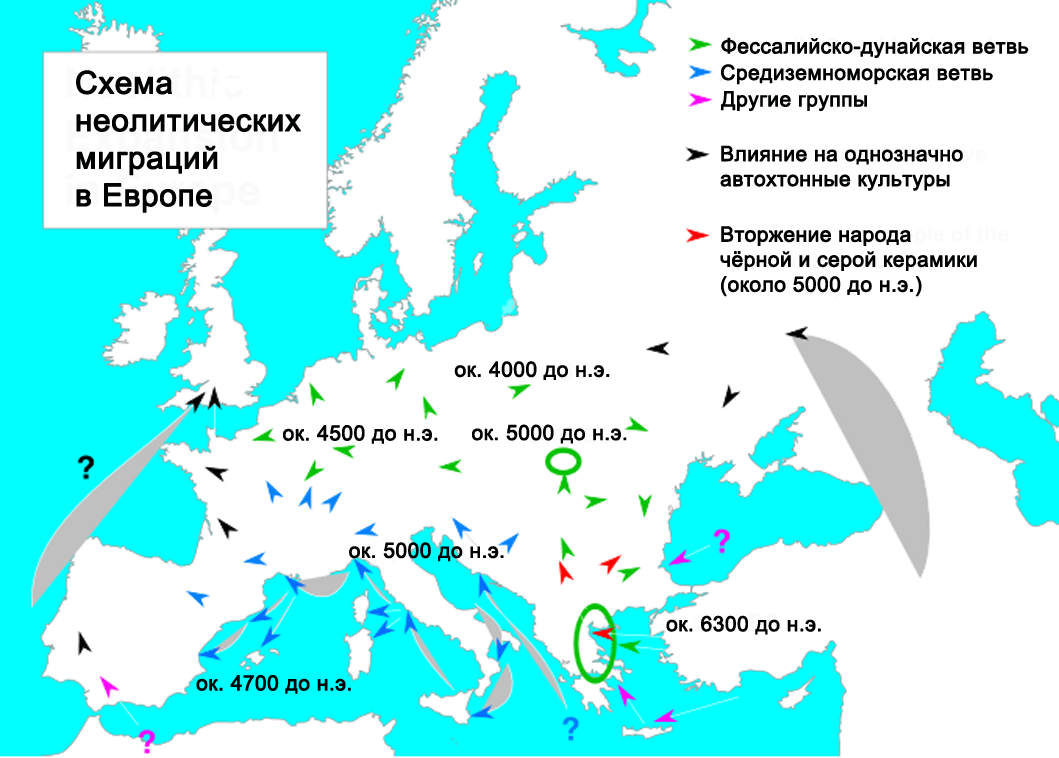
Экспансия культуры кардиальной керамики (синий цвет) и балканских неолитических культур (зелёный цвет) в VII—V тыс. до н. э.

Лишь много лет спустя после появления кардиальной керамики жители Адриатики восприняли неолитический образ жизни в полном объёме: стали строить деревни, выращивать злаки, разводить коз, овец и коров. Так во второй половине VI тысячелетия до н. э. наступает второй этап развития культуры импрессо. В эту эпоху кардиальный рисунок на керамике вырождается, возникают украшения в виде вихревых узоров.
Наиболее заметной характеристикой данной культуры являются их развитые навыки навигации, что доказывают находки видов морепродуктов, которые можно добыть только в открытом море. Эта способность позволила им колонизировать обширные регионы вдоль средиземноморского побережья. При этом культура кардиальной керамики никак не связана с Критом, где в минойский период также были развиты мореходные традиции (исследователи XIX века предполагали такую связь через посредство бутмирской культуры).
Поначалу культура импрессо колонизировала юг Италии — начиная с Апулии и далее в другие регионы на юге полуострова и в Сицилии. Почти во всех случаях представители культуры селились в пещерах. Постепенно колонизация охватила Лаций, Тоскану, Сардинию, Корсику и Лигурию; отдельные поселения были основаны на побережье Прованса.
В V тысячелетии до н. э. культура импрессо распространилась на юго-восток Франции и восток Испании. За редкими исключениями, археологические данные говорят скорее о процессе культурной адаптации местного населения (пост-тарденуазских культур — кастельновской, рукадурской и др.), чем о массовой миграции из Адриатики. Вдали от прибрежных земель данная культура распространилась на север вдоль долины Роны (традиция Ла-Огетт) и на запад по реке Эбро. Продвижение её далее на запад было чем-то ограничено, хотя она и сыграла роль в (обычно медленном) развитии первых неолитических культур Атлантического региона. Длинные курганы и прочие мегалитические монументы на северо-западе Европы нередко содержат остатки керамики и другие артефакты данной культуры.
В этот же период данная культура колонизировала Северную Италию, куда она пришла по суше с Балкан. Продвижение культуры импрессо на территорию северной Греции оказалось безуспешным.
Как отмечает А. Л. Монгайт, в ряде мест Франции культура Шассе-Лагоцца сосуществует с культурой кардиальной керамики, в других местах шассейские слои лежат выше слоёв с кардиальной керамикой.
Когда экспансия закончилась, началось локальное развитие местных средиземноморских культур. Западные потомки данной культуры обозначаются как «эпикардиальная керамика», тогда как на севере Италии данная культура дала начало культуре сосудов с квадратным горлом (будущим лигурам), а на адриатических Балканах — трём родственным культурам, хварской, лисичичской и бутмирской. Не исключается связь с культурой Хаманджия.

## Потомки культуры импрессо в исторический период
По мнению видных лингвистов XIX века — Анри д’Арбуа де Жюбенвиля, Ю. Покорного и П. Кречмера, предполагаемыми потомками культуры кардиальной керамики в исторический период являются иберы в Испании и лигуры в Италии (оба данных народа были позднее ассимилированы римлянами). Об этом, по их мнению, свидетельствует выделяемые в топонимике Лигурии, юга Франции и восточного побережья Испании топонимы с характерными суффиксами.
Гипотеза о родстве басков с иберами, которую разделяет ряд современных лингвистов, также позволяет связать и басков с культурой кардиальной керамики (через Артенакскую культуру — с традицией Ла-Огетт на юге Франции).

## Палеогенетика
У представителей культуры кардиальной керамики из хорватской пещеры Земуница (Zemunica) близ Биско, живших около 7,5 тыс. лет назад, определены Y-хромосомные гаплогруппы C1a2, E1b1b1a1b1 и митохондриальные гаплогруппы H1, K1b1a, N1a1.
У представителя культуры кардиальной керамики из пещеры Avellaner в Каталонии (Испания), жившего ок. 7000 лет назад, была обнаружена субклада E-V13 (E1b1b1a1b1a) Y-хромосомной гаплогруппы E. Там же у троих выявили Y-хромосомную гаплогруппу G2a.
Учёными исследован полный геном представительницы культуры кардиальной керамики из Cova Bonica в Vallirana (Барселона), жившей 7400 лет назад (CB13), а также частично геном останков из Cova de l'Or (Аликанте), Cova de la Sarsa (Валенсия) и локуса Galeria da Cisterna карстовой системы Almonda (Португалия). Были определены митохондриальные гаплогруппы K1a2a, K1a4a, H3, H4a1, X2c. Ранее у представителей кардиальной керамики были определены митохондриальные гаплогруппы N*, K (K1a), H (H3), U5, T2b, X1 (Brandt  et  al.  2013;  Gamba  et  al.  2014).
У образцов из пещеры Cueva de Chaves в Испании (CHA002 5299-5070 лет до н. э., Iberia_EN) определены Y-хромосомные гаплогруппы R1b1a2b1-V88>Y7777>Y8451, I2-L161.1, I2-Y13336.
У представителей культуры кардиальной керамики из Ripabianca di Monterado в провинции Анкона (Италия) определены Y-хромосомные гаплогруппы J2a2-PF5008>L581>Z37823>PF5000>pre-Y29673 (образец R17, 5324—5223 BC) и J2a1a-M67>Z1847>Y4036>Z467>(pre-)S11842* (xZ6271,Y15913) (образец R19, 5345—5221 BC).
У представителей культуры кардиальной керамики с ранненеолитической стоянки Каф Тахт эль-Гар (7350 л. н.) на средиземноморском побережье Марокко определили Y-хромосомную гаплогруппу G2a2b2a1a1c1a (n=2) и митохондриальные гаплогруппы U5b2b1a, U6, HV0+195, J1c3j. Наличие у людей культуры кардиальной керамики 72 ± 4,4% анатолийского неолитического происхождения, 10 ± 2,6% предков западных охотников-собирателей (WHG) и 18 ± 3,3% (от 15,4% до 27,4%) примеси с местными североафриканскими группами Магриба предполагает европейское неолитическое происхождение земледельцев культуры кардиальной керамики, чьи предки рассеялись из Анатолии по всей Европе, смешиваясь с европейскими охотниками-собирателями на их пути в Юго-Западную Европу, прежде чем пересекли Средиземное море у Гибралтарского пролива и попали в Северную Африку.

## Галерея

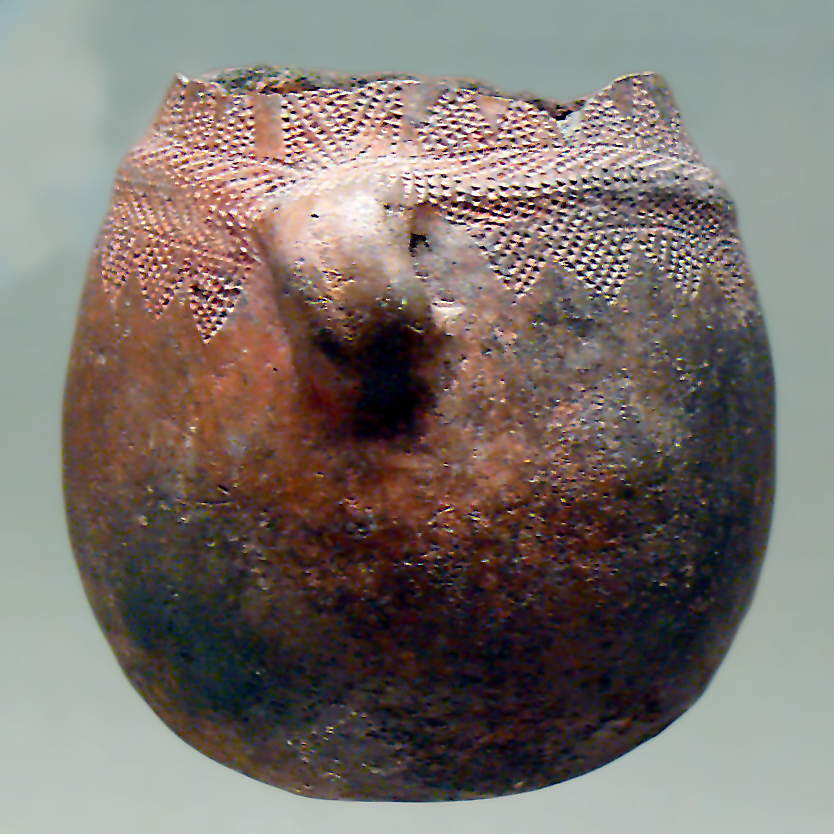
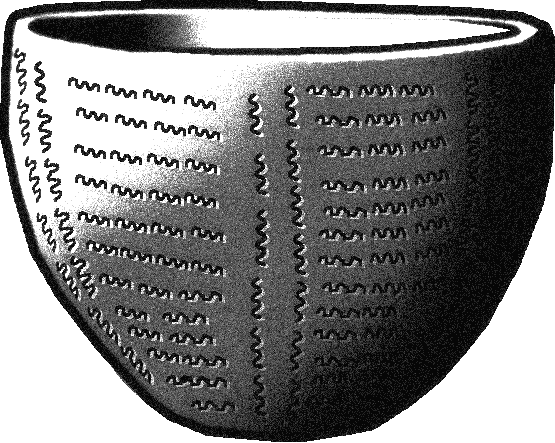
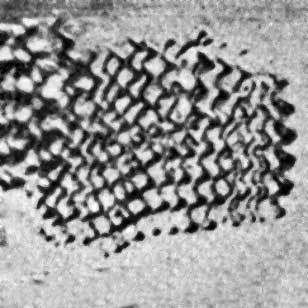
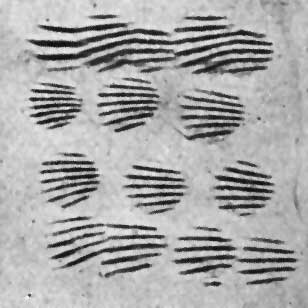
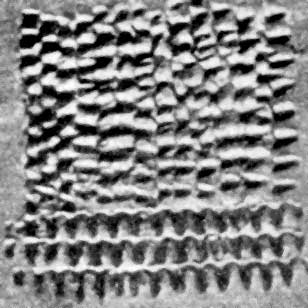
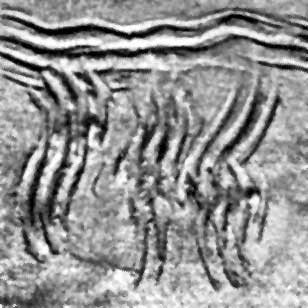
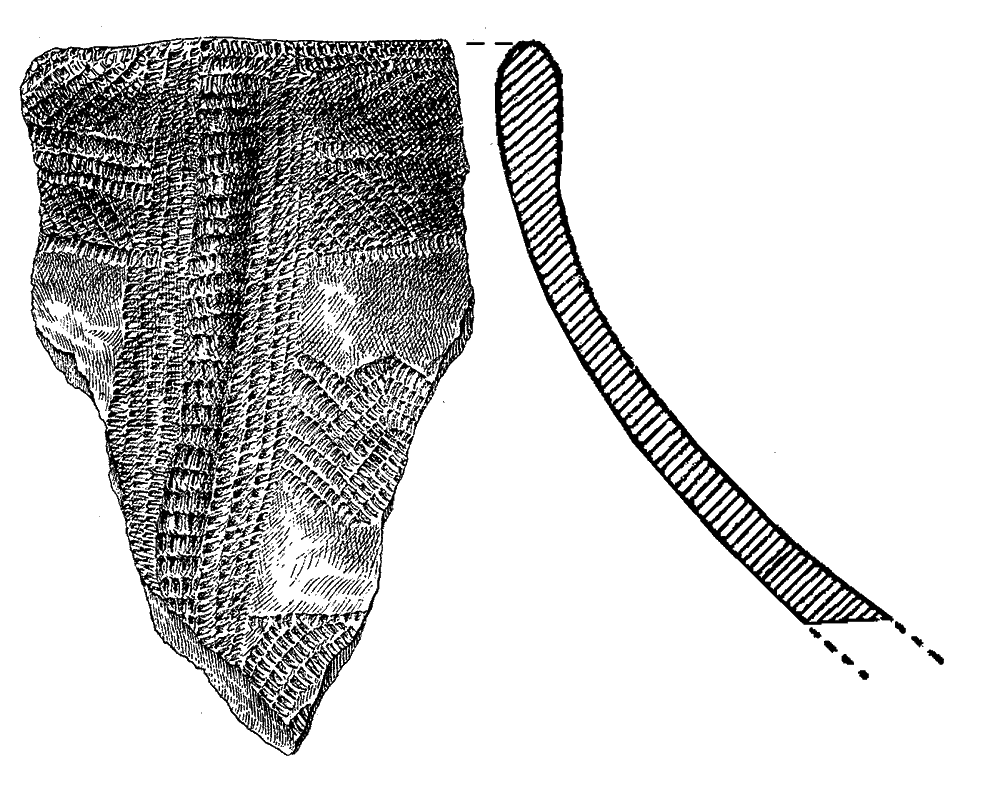